# Vinicio Sofia
Pour les articles homonymes, voir Sofia (homonymie).
Vinicio Sofia, né le 13 novembre 1907 dans la région de Palerme et mort le 30 décembre 1982 à Rome, est un acteur italien.

## Biographie
Né à Corleone, province de Cosenza, Sofia commence sa carrière à l'écran en 1933 dans Camicia nera (it) réalisé par Giovacchino Forzano. Il apparaît dans 66 films entre 1933 et 1973, mais l'essentiel de sa carrière se déroule dans les années  1940,  et un de ses films les plus populaires est Un turco napoletano en 1953. Durant sa carrière artistique, il a collaboré avec des acteurs tels qu'Alberto Sordi, Luigi Pavese, Erminio Macario et Totò. Il meurt à Rome le 30 décembre 1982.

## Filmographie
- 1933 : Camicia nera (it) : Il sovversivo

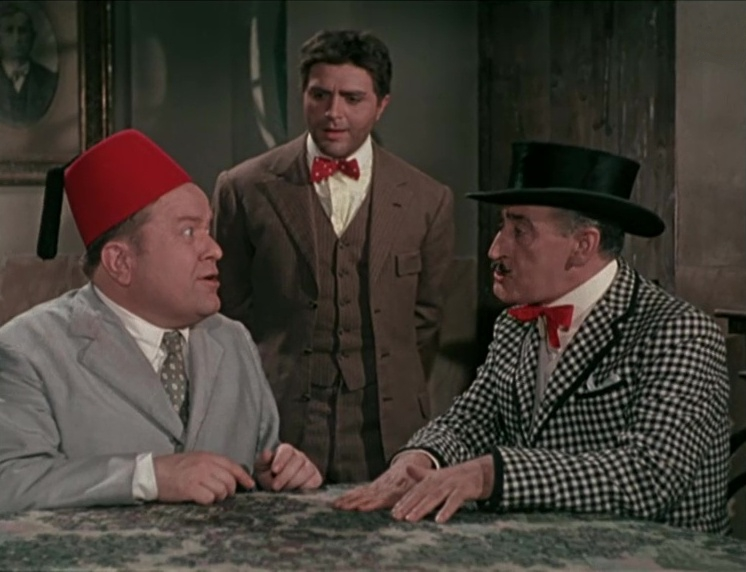
Vinicio Sofia (à gauche) avec Aldo Giuffrè et Totò dans Un turco napoletano (1953).

- 1934 : La Dame de tout le monde : L'aiuto regista
- 1934 : Seconda B : Il segretario di Renzi
- 1934 : Le Conspirateur (Teresa Confalonieri) : Un homme de confiance de Salvati Baron
- 1935 : 100 Days of Napoleon : Un deputato
- 1935 : Je donnerai un million (Darò un milione) : Directeur du journal (non crédité)
- 1935 : L'avvocato difensore
- 1935 : Lorenzino de' Medici (it)
- 1935 : L'aria del continente (it)
- 1935 : The Magnificent Rogue: Il venditore del falco (non crédité)
- 1936 : Una donna tra due mondi : L'amministratore di Trenchmann
- 1936 : Continental Atmosphere :Prof Spallotta
- 1936 : Ginevra degli Almieri : (non crédité)
- 1937 : Lohengrin : Il venditore di mobili
- 1937 : Il dottor Antonio : Turi
- 1937 : Bertoldo, Bertoldino e Cacasenno
- 1937 : La fossa degli angeli : Angiolino
- 1937 : Sono stato io! : Nardelli
- 1938 : Il conte di Bréchard
- 1938 : L'amor mio non muore! de Giuseppe Amato
- 1939 : Equatore : Goffredo
- 1939 : Follie del secolo : Il direttore del ristorante "Chez Pompon"
- 1939 : Hurricane in the Tropics : le radiotélégraphiste
- 1939 : Macario millionnaire (Lo vedi come sei... lo vedi come sei?) : Il sindaco del paese
- 1940 : Sei bambine e il Perseo : Il tontinelli
- 1940 : Faut pas m'le dire (Non me lo dire!) : Un client
- 1941 : Caravaggio
- 1941 : The King of England Will Not Pay : Il Cocchi, banchiere del contado
- 1941 : Ragazza che dorme
- 1941 : Don Buonaparte : L'avocat
- 1941 : Villa da vendere : Paco
- 1942 : Arriviamo noi!
- 1942 : Before the Postman : Il portiere dell'albergo (non crédité)
- 1942 : La maestrina : Un passeggero sulla corriera
- 1942 : The Countess of Castiglione : Un amico degli Oldoini (non crédité)
- 1942 : Romanzo di un giovane povero
- 1942 :  Nothing New Tonight : Il direttore del teatro
- 1943 : The Boy of the West : Pierre
- 1943 : I Do Not Move! : Il nuovo inquilino
- 1944 : Vietato ai minorenni
- 1944 : Macario contre Fantômas : La comare Pigliatutto
- 1945 : Circo equestre Za-bum : (segment "Galop finale al circo")
- 1945 : La Fornarina : Baviera
- 1945 : L'Innocent Casimir (L'innocente Casimiro) : le professeur Polpettone
- 1948 : Un mese d'onestà
- 1948 : Arènes en folie (Fifa e arena) : le manager de Paquito's
- 1948 : Totò au Tour d'Italie (Totò al giro d'Italia) : Augusto
- 1949 : Fabiola
- 1949 : Adam and Eve : General (non crédité)
- 1949 : Il bacio di una morta : Moreno
- 1949 : Signorinella : Modesto Rinaldi
- 1950 : Il vedovo allegro : Un poliziotto
- 1950 : Totò Tarzan : Il barone Rosen
- 1950 : Le Voleur de Venise (Il ladro di Venezia) : Il tesoriere Grazzi
- 1951 : Mamma mia che impressione! : L'energumène
- 1951 : Accidenti alle tasse!! : Il vizir
- 1952 : Le avventure di Mandrin : Stefano Vernet
- 1953 : I morti non pagano le tasse : le Directeur général
- 1953 : Un turco napoletano : Il vero turco
- 1954 : Bertoldo, Bertoldino e Cacasenno : Bertoldo
- 1955 : Siamo uomini o caporali : Cesarino Ossobucco
- 1956 : Sous le signe de la croix (Le schiave di Cartagine) : le marchand d'esclaves
- 1958 : Ladro lui, ladra lei : Brigadiere di Gnaccharetta
- 1961 : Scandali al mare : le Directeur de l'auberge
- 1962 : Le Triomphe de Robin des Bois (Il trionfo di Robin Hood) : Sir Tristan of Goldsborough
- 1963 : Les Motorisées (Le motorizzate) : Commendator Pelliccioni (segment "La Signora Ci Marcia")
- 1963 : Jacob, l'homme qui combattit Dieu (Giacobbe, l'uomo che lottò con Dio) de Marcello Baldi
- 1964 : I patriarchi de Marcello Baldi : Tubal-Caïn
- 1965 : Lo scippo
- 1971 : Seuls les oiseaux volent en liberté (Siamo tutti in libertà provvisoria) : orateur Néo-fasciste
- 1972 : Les Contes interdits de l'Arétin (L'Aretino nei suoi ragionamenti sulle cortigiane, le maritate e... i cornuti contenti) : Grasso
- 1973 : Le mille e una notte... e un'altra ancora! : King Shaliar
- 1978 : Lo chiamavano Bulldozer : Voce Corvo (non crédité)